# Никифоров, Валерий Владимирович
Валерий Владимирович Никифоров (1 апреля 1943, Ульяновск — 11 января 2018, Москва) — русский скульптор и художник, доцент, член Союза художников России, член объединения московских скульпторов. Автор монументальных и станковых композиций, скульптурных портретов.

## Биография
Родился в Ульяновске в 1943.
1962 закончил МСХШ при МГХИ им. В. И. Сурикова.
С 1962 по 1965 гг. служил в ракетных войсках.
В 1971 г. окончил Московский Государственный художественный институт им. В. И. Сурикова. После окончания ассистентуры в 1974 г. приглашен на должность старшего преподавателя на кафедру скульптуры и композиции МГХИ им. В. И. Сурикова — в мастерскую президента Академии художеств Томского Н. В. и академика Бабурина М. Ф. С 1984 г. работал совместно с вице-президентом академии художеств академиком Кербелем Л. Е.
В 1976 г. Никифоров В. В. стал членом Союза художников СССР.
В 1981 г. Никифоров В. В. направлен на преподавательскую работу в Демократическую Республику Афганистан (ДРА) на факультет изящных искусств Кабульского университета. В результате педагогической и организаторской деятельности Никифорова был создан курс монументальной скульптуры при факультете изящных искусств и секция скульптуры при Союзе Культуры ДРА.
В сложных условиях военного времени Никифоровым В. В. совместно с афганским скульптором Шарифом Азизьяром был создан первый в ДРА памятник «Союз рабочих и крестьян под знаменем НДПА».
Никифоров В. В. участник московских, зональных, республиканских, международных и ранее проводимых всесоюзных выставок.
В 1988 г. Никифоров В. В. в соавторстве с Никифоровой Н. В.открыл мемориальный комплекс, посвященный воинам-интернационалистам, на территории полка связи п/о Медвежьи Озера Московской области. С этого момента началось плодотворное сотрудничество Никифорова с воздушно-десантными войсками России.
Скульптором проводится большая военно-патриотическая работа по монументальному увековечиванию памяти воинов-десантников, отдавших свою жизнь свою жизнь служению Родине. Скульптуры, созданные Никифоровым, украшают 51 и 119 пдп 106 вдд, Рязанское ВВДКУ ВДВ, музей ВДВ, Государственный Центральный Музей вооруженных сил России, Нижегородский кадетский корпус. Замечательный памятник легендарному командующему ВДВ, генералу армии Маргелову В. Ф. и многие другое было создано за годы сотрудничества с ВДВ, чем художник завоевал глубокое уважение у военнослужащих ВДВ.
В 1990 г. Никифорову В. В. было присвоено ученое звание «доцент».
В 1986, 1987, 1990, 1997, 2014 гг. прошли персональные выставки Никифорова В. В., совместно с Никифоровой Н. В., две из которых в дивизиях ВДВ, одна в Академии Гражданской Защиты МЧС.
С 1999 г. работает на кафедре гуманитарных наук в Академии гражданской защиты МЧС России.

## Перечень Монументальных произведений

### Генерал Маргелов Василий Филиппович. Легендарный командующий ВДВ
1994 установлен бюст В. Ф. Маргелова в 51 полку 106 дивизии ВДВ
1994 создано надгробие В. Ф. Маргелову на Новодевичьем кладбище
2006 установлен бюст В. Ф. Маргелова в Пскове
2007 конкурсный проект памятника Десантнику № 1 для г. Рязани
2008 установлен бюст В. Ф. Маргелову в г. Костюковичи, Белоруссия
2010 установлен бюст-памятник В. Ф. Маргелову в Санкт-Петербурге

### Тема Десанта
1986 памятник воинам-интернационалистам, Десантникам и аллея героев в п. Медвежьи Озера
1991 аллея героев Советского Союза, выпускников училища ВДВ в г. Рязани
1991 памятник погибшей 8-й роте в г. Болград
1995 памятник генералу В. Ф. Маргелову в рязанском училище ВДВ
1997 памятник Десантнику 51 полк ВДВ
2000 памятник Десантникам 119 гв парашютно-десантного полка, павшим в локальных войнах
2004 памятник Десантник в г. Анапе
2005 конкурсный проект на памятник 6-й роте для г. Пскова

### Тема Великой Отечественной войны
1971 бюст героя Советского Союза Торцева А. Г. в Северодвинске и на родине героя в пос. Жердево Мизенского района.
1972 памятник воинам-землякам в колхозе им. Кирова Белакуракинского района Ворошиловоградской области
1973 памятник воинам-землякам в колхозе им. Тимирязева Белакуракинского района Ворошиловоградской области
1974 памятник погибшим односельчанам в селе Русская Гвоздевка Воронежской обл.
1979 памятник погибшим в Великой Отечественной войне Русское поле в колхозе Красная Звезда Тверской области
1980 памятник погибшим в 41-45 гг. Журавлиный Клин («Обелиск Славы») в поселке Максатиха Тверской области
1991 памятник рабочим комбината им. Микояна в Москве на ул. Талалихина
2017 памятник "Фронтовая медсестра" в Москве на ул. Гурьянова, район Печатники

### Православная тема
2010 проект памятника Николаю Чудотворцу для Николо-Радовицкого монастыря
2014 памятник святому равноапостольному великому князю Владимиру и святителю Киевскому Михаилу первому, митрополиту киевскому в г. Кропоткине, Краснодарский край

## Список музеев, где экспонируются произведения мастерской Никифоровых
г. Москва, МУЗЕОН (ЦДХ) — Композиция «Эпитафия сказочнику Андерсену»
г. Москва, МУЗЕОН (ЦДХ) — Композиция «Афган»
г. Москва. Центральный музей вооруженных сил РФ — Композиция, посвященная подводной лодке «Курск»
г. Рязань, музей ВДВ — 15 бюстов военачальников командующих ВДВ
г. Жуковский, музей МЧС РФ — Бюст спасателя, героя России Андрея Рожкова.
г. Тюмень, композиция художественный музей — «Тюменский меридиан»
г. Комсомольск на Амуре, картинная галерея — композиция «Совет декабристов»
г. Брянск, областной художественный музей — композиция «Блок и революция»
г. Томск, областной художественный музей — композиция «Олимпиада»
г. Курган, художественный музей — композиция «Народовольцы»
г. Житомир, Украина, художественный музей- композиция «Покорители севера»
г. Нежине, Украина, музей гимназии высших наук им. кн. Безбородько — портрет генерала Каталея Василия Васильевича.

## Семья
Никифорова Наталья Викторовна — супруга, скульптор, выпускник Московского Государственного художественного института им. В. И. Сурикова.
Никифоров Виктор Валерьевич — сын, скульптор, выпускник Московского Государственного художественного института им. В. И. Сурикова.
Никифорова Ирина Валерьевна — дочь, скульптор, выпускник Московского Государственного художественного института им. В. И. Сурикова.
Коротаева Анна Валерьевна — дочь, архитектор, выпускник МАрхИ — Московского архитектурного института (государственная академия)